# VV Pollux
VV Pollux is een Nederlandse volleybalclub uit Oldenzaal. De club was vooral bekend onder de sponsornam Arke/Pollux, onder welke naam zesmaal het landskampioenschap werd behaald en driemaal de beker.

## Geschiedenis
In oktober 1970 werd de Volleybalvereniging Pollux opgericht. De naam Pollux is afkomstig van het duo Castor en Pollux uit de Griekse mythologie. Hij was een van de tweelingzonen van oppergod Zeus. Pollux was onsterfelijk en had zich tot de taak gesteld om onrechtvaardigheden te straffen en rust en orde te herstellen en te handhaven. 
In 1996 werd het eerste vrouwenteam uit financiële overwegingen ondergebracht in de "Stichting Topvolleybal Pollux Oldenzaal". Dit team was al in 1991 naar de hoogste volleybalafdeling in Nederland gepromoveerd. Jaren was dit team de absolute top in Nederland, en werden dan ook meerdere keren landskampioen. Ook de nationale volleybalbeker en de supercup werden meer dan eens naar Oldenzaal gehaald. In 2003 haalde Pollux de halve finale van de Europese Top Teams Cup.
Voor het seizoen 2012/2013 werd Eurosped hoofdsponsor van het eerste damesteam. Dit ging gepaard met een verhuizing naar Almelo waar de IISPA-hal de nieuwe thuisbasis werd. Dit werd ook het laatste seizoen voor Pollux in de eredivisie. Aan het einde van het seizoen werd vrijwillig afstand gedaan van de Nevobo-licentie, welke vervolgens overging naar de zelfstandige stichting Eurosped TopVolleybal in Twente (Eurosped/TVT).
Sponsornamen
000?-2007 Arke/Pollux
2007-2011 Heutink/Pollux
2011/2012 Sunliner/Pollux
2012/2013 Eurosped/Pollux
2020/2023 Arcade/Pollux
2023/20xx Eurosped/Pollux

## Erelijst
| Competitie             | Vrouwen                      |
| ---------------------- | ---------------------------- |
| Landskampioen          | 1998, 1999, 2001, 2002, 2003 |
| Bekerwinnaar           | 1998, 2001, 2003             |
| Europese Top Teams Cup | Halve finale in 2003         |